# Krutoj Łog (obwód biełgorodzki)
Krutoj Łog (ros. Крутой Лог) – wieś w Rosji, w obwodzie biełgorodzkim, w rejonie biełgorodzkim. W 2010 liczyła 1393 mieszkańców.